# Décapole
Décapole (tiếng Đức: Zehnstädtebund) là một liên minh 10 thành phố đế quốc tự do tại Alsace. Nó được thành lập 1354 với mục đích, giúp đỡ lẫn nhau để bảo vệ quyền lợi và tự do của các thành phố. Từ Zehnstädtebund hay Décapole tuy nhiên chỉ được dùng sau này trong sách sử. Các tài liệu thời Trung cổ thường dùng các từ Richestette gemeinlich im Elsass hay sau đó villes d'Empire associées en Alsace, nhất là khi số các thành phố thay đổi từ 9 cho tới 11.

## Thành viên
10 thành phố dưới đây là thành viên ban đầu:
| - Colmar - Hagenau (französisch Haguenau) - Kaysersberg - Mülhausen (frz. Mulhouse) - Münster (frz. Munster) | - Oberehnheim (frz. Obernai) - Rosheim - Schlettstadt (frz. Sélestat) - Türkheim (frz. Turckheim) - Weißenburg (frz. Wissembourg) |

4 năm sau thêm Selz là thành phố thứ 11, mà lại tách rời ra khỏi liên minh vào năm1418. Sau khi Mülhausen tách ra(1515), 1521 Landau in der Pfalz nhập vào Décapole và mở rộng liên minh về phía bắc ra khỏi vùng Alsace.
Khi thành lập vào giữa thế kỷ 14 Hagenau, Colmar und Schlettstadt mỗi thành phố có khoảng từ 5.000 tới 6.000 dân cư, Weißenburg khoảng 4.000, Mülhausen 1.800 và các thành viên còn lại giữa 1.000 và 1.500.

## Phát triển
Sau nhiều lần liên minh 10 thành phố đế chế tự do 1342, 1346 und 1349, để duy trì sự tự do của họ và một trật tự bình yên hoàng đế Karl IV 1354 theo sáng kiến của họ cho thành lập Décapole. Tuy nhiên ông ta chỉ chấp nhận là liên minh này chỉ có giá trị trong thời gian ông cai trị và ông có quyền, hủy bỏ liên minh này. Sau khi nhà vua mất năm 1378 liên minh bị giải tán, nhưng 1379 được tái thiết lập trở lại; và ngày trở nên bền vững bảo đảm địa vị của họ là thành phố đế chế tự do đối với nhà vua. Nó xảy ra trong một thời gian khi của cải của đế quốc về mặt tài chánh thường bị đem cầm.
Ngoài việc giúp đỡ nhau bảo đảm quyền lợi và tự do của các thành viên, họ còn làm việc hcung để giải quyết những tranh chấp trong nội bộ cũng như với các nước khác kể cả về mặt quân sự.
1515 Mülhausen rút ra khỏi liên minh và gia nhập Liên minh Thụy Sĩ, 1521 Landau gia nhập Décapole. Trong hòa ước Westfalen 1648 Alsace bị nhập vào nước Pháp, trong khi những thành phố đế chế bên trái bờ sông Rhein vẫn gởi đại diện của họ tham dự quốc hội đế chế (Reichstag) ở Regensburg. Với chính sách thống nhất lãnh thổ hoàng đế Louis XIV của Pháp vào năm 1673 và 1674 cho chiếm đóng 10 thành phố này, phá hủy những thành trì của họ và đặt họ dưới sự cai quản của hành chính địa phương. Hòa ước Nimwegen 1679 chứng nhận là 10 thành phố đã bị tước đi quyền tự do của họ và chấm dứt liên minh Décapole.